# Nico (chanteuse roumaine)
Pour les articles homonymes, voir Nico.
Nicoleta Matei, plus connu sous son nom de scène Nico, est une chanteuse roumaine. Elle a représenté la Roumanie avec Vlad Miriță lors du Concours Eurovision de la chanson 2008.

## Discographie
- Gand pentru ei
- Asa cum vrei
- Cast Away
- Love Mai

### Singles
- Asa Cum Vrei
- Cast Away
- Pe-o Margine De Lume
- Disco Maniacs
- Love Mail

## Concours Eurovision de la Chanson 2008
Nico remporte avec Vlad Miriță la sélection nationale pour représenter la Roumanie avec la chanson Pe-o margine de lume lors de la finale le 24 mai à Belgrade. Ils se classent 20e avec 45 points. 